# ۶۱ ماکیان
۶۱ ماکیان یک ستاره است که در صورت فلکی ماکیان قرار دارد.